# جوزيف باين
جوزيف باين (بالإنجليزية: Joseph Payne)‏ (29 أبريل 1829 في المملكة المتحدة - 12 أبريل 1880 في المملكة المتحدة) هو لاعب كريكت بريطاني (وحمل سابقاً جنسية المملكة المتحدة لبريطانيا العظمى وأيرلندا). لعب مع Kent County Cricket Club ‏ ونادي مقاطعة ساسكس للكركيت ‏.

## وصلات خارجية
- جوزيف باين على موقع إي آس بي آن كريك إنفو (الإنجليزية)